# پنلوپه
پنلوپه (به یونانی: Πηνελόπη)، در اسطوره‌های یونان، همسر اودیسئوس و مادر تلماخوس است.
او در جوانی به دلیل زیبایی‌اش خواستگاران زیادی داشت. پدرش برای جلوگیری از دعوا و کشمکش، مسابقه‌ای ترتیب داد تا برندهٔ آن را به دامادی انتخاب کند. در این مسابقه اودیسئوس سرافراز بیرون آمد و با پنلوپه ازدواج کرد. پنلوپه به دلیل تلاش‌هایش برای به تعویق‌انداختن ازدواج مجدد، به عنوان نمادی از وفاداری زناشویی شناخته می‌شود
طی ۲۰ سال غیبت اودیسئوس (هنگام و بعد از جنگ تروا) پنلوپه با وجود خواستگاران بسیار زیاد به او وفادار ماند.
او خواستگاران خود را هر بار با زیرکی از خود ناامید می‌کرد. یکی از حیله‌های معروف او این بود که شروع به بافتن کفن لائرت (پدر اودیسئوس) کرد و به آنها وعده داد، هنگامی تصمیم به ازدواج خواهد گرفت که بافتن این پارچه پایان بیابد. این درحالی بود که پارچه هیچ‌گاه پایان نمی‌یافت، زیرا او هر شب هرچه را بافته بود می‌شکافت. این حیلهٔ او ۳ سال خواستگاران را دور نگاه داشت. پس از فاش شدن حیله‌اش، قرار گذاشت با کسی که بتواند کمان اودیسئوس را خم کند ازدواج کند. در همین زمان اودیسئوس با لباس مبدل به خانه‌اش بازگشت. شرط را برد و تمامی خواستگاران را با همکاری پسرش تلماخوس کشت.

## نگارخانه

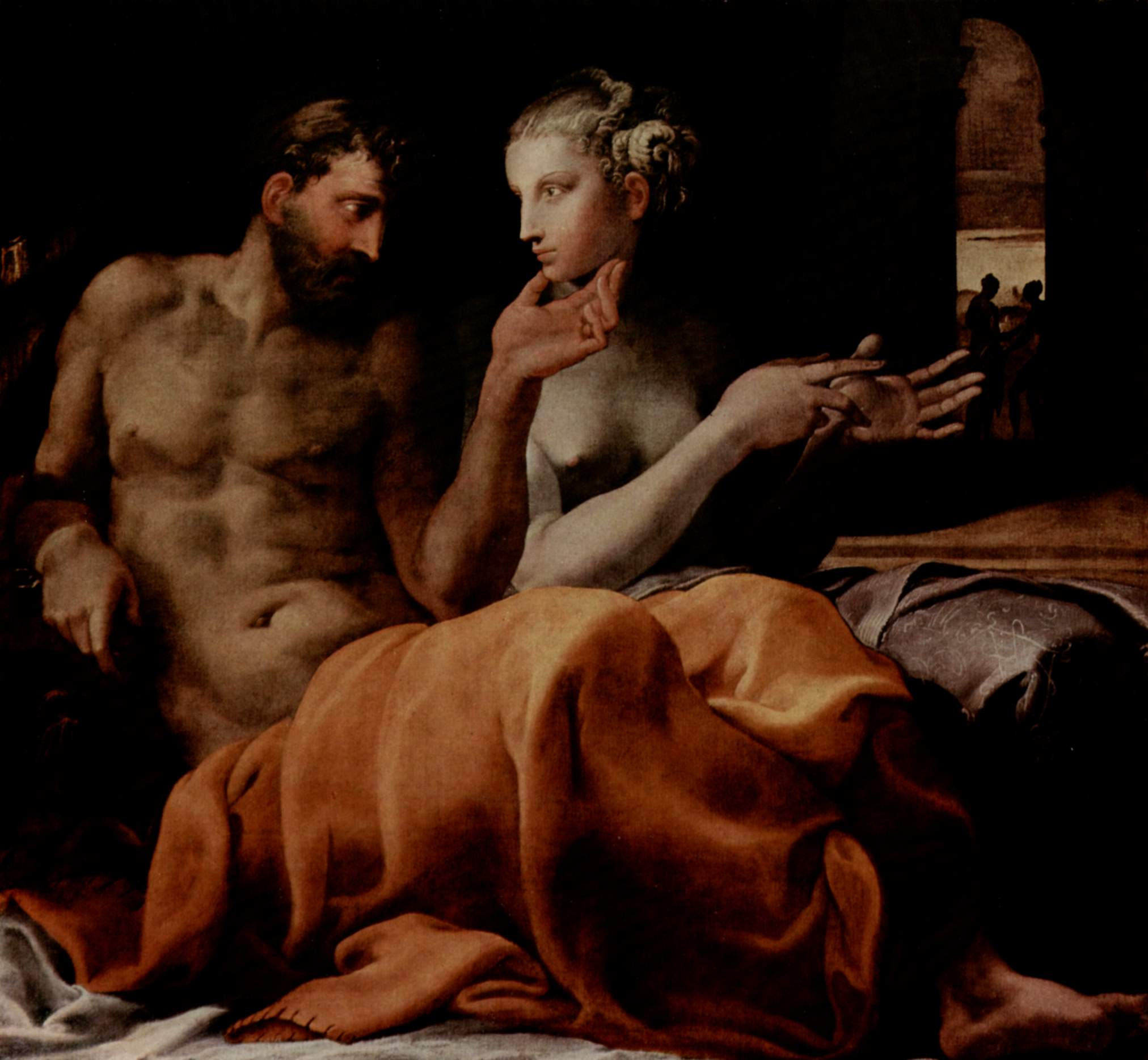
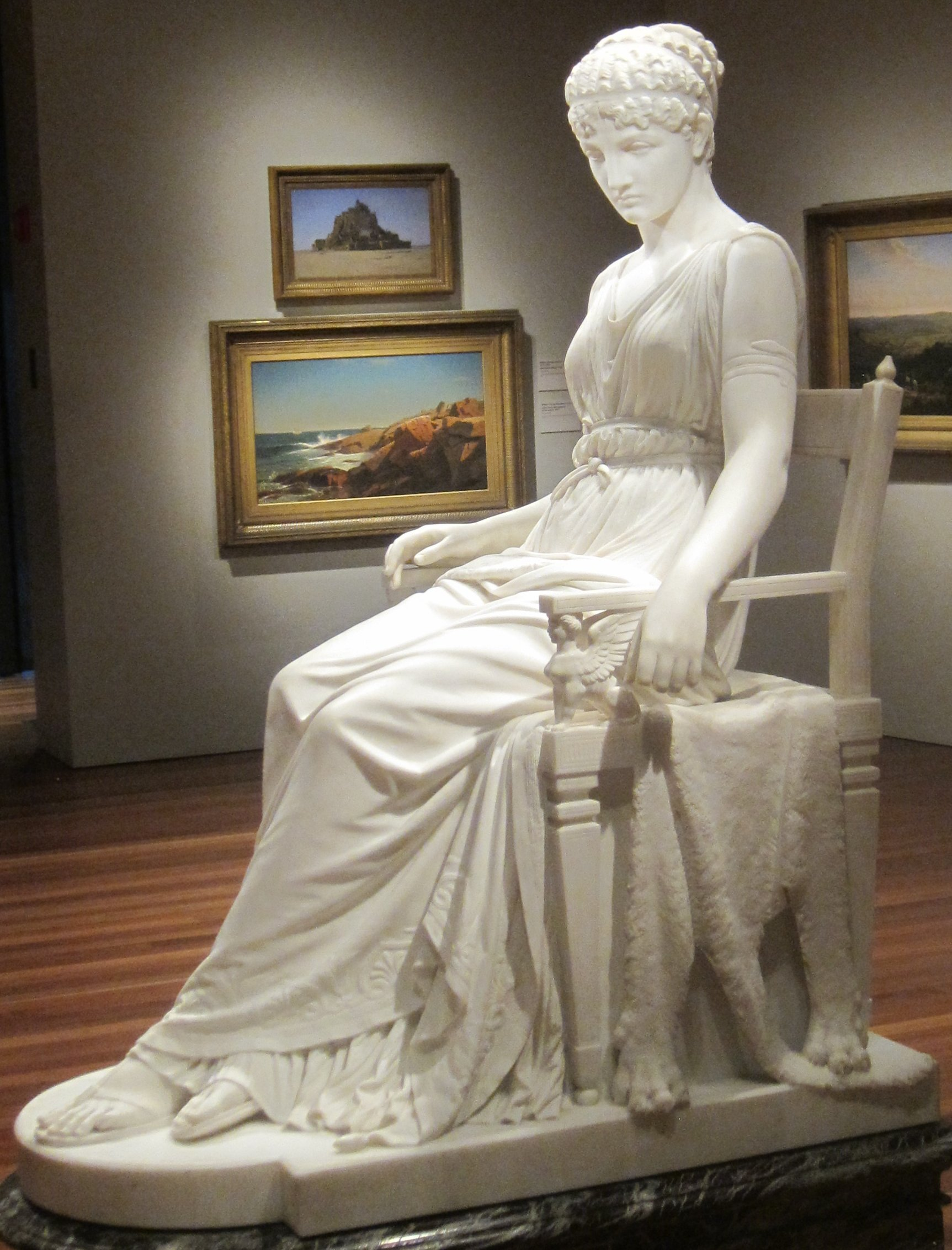